# 富永美沙子
富永 美沙子（とみなが みさこ、1933年11月30日 - 1975年5月2日）は、日本の女優、声優。東京市豊島区雑司が谷町（現東京都豊島区雑司が谷）出身。父親は挿絵画家の富永謙太郎。

## 略歴
日本大学第二高等学校を経て、1949年、敷島高校を中退し松竹歌劇団に5期生として入団。同期には草笛光子がいる。その後はテアトル・エコー、現代座、劇団新劇場、赤坂プロに所属していた。
1955年頃からはテレビで活躍。初出演作はラジオ東京テレビ（現:TBSテレビ）の『おやゆび姫』。1959年に始まった『うちのママは世界一』で主役のドナ・リードを吹き替えて以降は声優としても活動し、ソフィア・ローレンやドリス・デイなどを吹き替えた。
1975年、北海道苫小牧市高丘の国道近くに停めた車の中で、吹き替え演出家の母袋博と排気ガスによる一酸化炭素中毒で心中を遂げた。41歳没。

## 出演作品

### テレビドラマ
- オンボロ人生（1959年、フジテレビ系列） - グラマー
- 善魔 （1962年、TBS系列）
- 松本清張シリーズ・黒の組曲 第36話「俺は知らない」（1962年、NHK） - 文字豊
- この世の愁い（1965年、東海テレビ制作、フジテレビ系列）
- 氷点（1966年、NET系列）
- 松本清張シリーズ 「危険な斜面」（1966年、関西テレビ制作、フジテレビ系列）
- 銭形平次 第15話「死人の殺人」（1966年、フジテレビ系列）
- 三匹の侍（フジテレビ系列）
  - 第4シリーズ 第12話「悪銭」（1966年） - おきぬ
  - 第4シリーズ 第15話「負け犬」（1967年） - お富
  - 第5シリーズ 第9話「鶴之助参る」（1967年） - お花
  - 第6シリーズ 第17話「山の血が騒ぐ」（1969年） - お京
- 白い十字架（1967年、東海テレビ制作、フジテレビ系列）
- 船場（1967年-1968年、関西テレビ制作、フジテレビ系列）
- 風 第27話「群狼の町」（1968年、TBS系列）
- 時間ですよ（1970年 - 1972年、TBS系列）
- にんじんの詩（1972年、NET系列）

### 映画
- 女ばかりの夜（1961年、東京映画製作・東宝配給の日本映画）- よしみ（白菊婦人寮の寮生）
- 肉体の門（1964年、日本映画）- 町子
- 運が良けりゃ（1966年、松竹）- 八の女房とめ
- 殺人狂時代（1967年、東宝製作の白黒映画）- 義眼の女
- 紅の流れ星（1967年、日活)
- やくざの横顔（1970年、日活）- 世志子
- 内海の輪（1971年、松竹製作・配給の日本映画）- 川北政代

### 担当女優
アンジー・ディキンソン
- リオ・ブラボー（フェザーズ）※NET旧版
- 恋愛専科（リダ）※NET版

エリザベス・テイラー
- クレオパトラ
- ヴァージニア・ウルフなんかこわくない
- 危険な旅路
- バターフィールド8

シェリー・ウィンタース
- アンネの日記（ファン・ダーン夫人）※NET旧版
- いつか見た青い空（ローズ）
- インディアン狩り（ケイト）
- ウィンチェスター銃'73（ローラ）※NET旧版
- 俺の墓標は立てるな（ネリー）
- 陽のあたる場所（アリス）※東京12ch版

ソフィア・ローレン
- ああ結婚（フィルメーナ）
- アラベスク（ヤスミン）
- 昨日・今日・明日 ※TBS版
- 伯爵夫人（ナターシャ）※TBS版

ドリス・デイ
- 恋人よ帰れ（キャロル）
- 誰かが狙っている（キット）

メリナ・メルクーリ
- トプカピ（エリザベス）
- 日曜はダメよ（イリヤ）

### 映画
- 動く標的（ベティ〈ジュリー・ハリス〉）
- 踊る大紐育（クレア〈アン・ミラー〉）
- クォ・ヴァディス（ポッペア〈パトリシア・ラファン〉）※NET版
- 皇帝円舞曲（ヨハンナ〈ジョーン・フォンテイン〉）※TBS版
- 世紀の謎 空飛ぶ円盤地球を襲撃す（キャロル〈ジョーン・テイラー〉）
- テキサスの四人（エリヤ〈アニタ・エクバーグ〉）※フジテレビ版
- 虹を掴む男（ロザリンド〈ヴァージニア・メイヨ〉）
- ピラミッド（ネリファー〈ジョーン・コリンズ〉）※NHK版
- 蛇皮の服を着た男（レディ〈アンナ・マニャーニ〉）
- ボッカチオ'70
- マクリントック（ルイーズ〈イヴォンヌ・デ・カーロ〉）※NET版
- 夜の大捜査線（レズリー〈リー・グラント〉）
- ワーロック（リリー〈ドロシー・マローン〉）※NET旧版

### ドラマ
- アルプスのスキーボーイ 第12話「行かないでサディ」（サディの母〈バーバラ・シェリー〉）
- うちのママは世界一（ドナ〈ドナ・リード〉）
- 帰って来たチャーリー（〈ジャニス・ルール〉）
- 看護婦物語 「ステファン先生の恋人」（シーラ・ウォルターズ〈ブレンダ・ヴァッカロ〉）
- 刑事コロンボ・殺人処方箋（キャロル・フレミング）※NHK版
- 警部マクロード「ハワイ出張始末記」（ペギー〈マーサ・ハイヤー〉）
- 電撃スパイ作戦
  - #19（トレニック夫人〈アドリーヌ・コリ〉）
  - #26（ソフィア〈パトリシア・ヘインズ〉）
- 逃亡者
  - #4（ドリス・スティルウエル医師〈ビヴァリー・ガーランド〉）
  - #91（アニー・ジョンソン〈ホープ・ラング〉）
  - #119（ドナ・キンブル・タフト〈ジャックリーン・スコット〉）
- プリズナーNo.6 「悪夢のような」（キャシー〈バレリー・フレンチ〉）
- 弁護士ジャッド 「虚栄の女」（カーラ〈ジャニス・ルール〉）
- 弁護士ペリー・メイスン 「3人の妻への疑惑」
- 0011ナポレオン・ソロ 第53話（ミランダ役〈ダイアン・ハイランド〉）